# Сабис, Али Ихсан
Али Ихсан Сабис (также известный как Али Ихсан-паша, тур. Ali İhsan Sabis; 30 августа 1882 — 9 декабря 1957) — османский и турецкий военный деятель, участник Балканских, Первой мировой войн и войны за независимость Турции. В конце Первой мировой войны являлся командующим 6-й османской армией, воевавшей в Месопотамии. Также являлся депутатом Великого национального собрания Турции от Демократической партии.

## Биография
Родился в 1882 году в Стамбуле, столице Османской империи. Получил военное образование (военный колледж «Бешикташ», артиллерийское училище и Военная академия) и в 1902 году начал службу в османской армии, участвовал в Балканских войнах.
После вступления Османской империи в Первую мировую войну Али Ихсан воевал на месопотамском и кавказском фронтах. Командовал 1-м экспедиционным, 9-м, 13-м и 4-м корпусами. На Кавказе участвовал в боях у Сарыкамыша, Вана, Тортума и Дилмана. В Месопотамии, в 1916 году принимал участие в осаде Эль-Кута.
30 июня 1918 года Али Ихсан-паша был назначен командующим 6-й армией. В октябре 1918 года армия Али Ихсан-паши потерпела поражение от британских войск в битве при Эш-Шаркате. После подписания Мудросского перемирия и окончания Первой мировой войны, он оставался командующим 6-й армией до 9 февраля 1919 года. 29 марта 1919 года за участие в массовых убийствах безоружных солдат-христиан османской армии, а также христианских гражданских лиц в районе османско-персидской границы Али Ихсан был отправлен британскими властями в ссылку на Мальту.
После возвращения из ссылки в Турцию, 9 октября 1921 года Али Ихсан был назначен командующим 1-й армией и принял участие в войне за независимость Турции. Незадолго до сражения при Думлупынаре Али Ихсан из-за конфликта с Исмет-пашой ушёл в отставку, а его место занял Нурредин-паша. В межвоенный период Али Ихсан, взявший фамилию Сабис был известен своими прогерманскими взглядами. В 1944 году он был арестован из-за критики президента Исмета Инёню и приговорен к 15 месяцам тюремного заключения. В 1954 году стал членом турецкого парламента от Демократической партии.
Али Ихсан умер 9 февраля 1957 года в Стамбуле и был похоронен на кладбище Зинджирликуйу.

## Комментарии
1. ↑  Османское воинское звание Мирлива соответствовало званию бригадного генерала (тур. Tuğgeneral). Слово Mirliva или Mîr-i livâ происходило от персидского Mir (командир) и арабского Liva (бригада).